# Curriea rectivena
Curriea rectivena är en stekelart som beskrevs av Falco 2000. Curriea rectivena ingår i släktet Curriea och familjen bracksteklar. Inga underarter finns listade i Catalogue of Life.